# Агилера, Кристина
Кристи́на Мари́я Агиле́ра (англ. Christina María Aguilera; род. 18 декабря 1980, Нью-Йорк) — американская певица, автор песен, танцовщица, актриса, продюсер, телезвезда, филантроп, а также посол доброй воли ООН.
В детстве Агилера принимала участие в различных музыкальных телешоу, а в 1998 году подписала контракт с лейблом RCA Records. В 1999 году она выпустила дебютный альбом Christina Aguilera, который возглавил американские хит-парады; синглы «Genie in a Bottle», «What a Girl Wants» и «Come On Over Baby (All I Want Is You)» также закрепились на первых строчках чартов. Добившись успеха на современной тин-поп-сцене, в 2002 году Агилера выпустила пластинку Stripped и сменила образ на более сексуальный. Композиция «Beautiful», выпущенная в качестве второго сингла с альбома, получила положительные отзывы критиков за вдохновляющий текст, и стала гимном ЛГБТ-сообщества.
В 2006 году Агилера выпустила альбом Back to Basics в стиле джаза, блюза и соула XX века. Пластинка заняла первое место в хит-парадах США, а синглы «Ain't No Other Man», «Hurt» и «Candyman» закрепились в первой десятке. Продолжив экспериментировать с музыкой, Агилера выпустила альбомы Bionic (2010), Lotus (2012) и Liberation (2018), которые попали в первую десятку американских чартов. Помимо сольных композиций, Агилера записала ряд успешных совместных треков, включая «Lady Marmalade», «Moves Like Jagger», «Feel This Moment» и «Say Something».
В 2010 году Агилера дебютировала как киноактриса в фильме «Бурлеск» и записала восемь песен для одноимённого саундтрека. С 2011 по 2016 год певица была наставником в шести сезонах музыкального телеконкурса The Voice, а в 2017 году озвучила персонажа в комедийном мультфильме «Эмоджи фильм».
Кристина Агилера — обладательница шести премий «Грэмми», одной «Латинской премии Грэмми» и звезды на Голливудской «Аллее славы». В 2008 году журнал Rolling Stone назвал её одной из 100 величайших исполнителей всех времён, а в 2013 году Time включил Агилеру в рейтинг 100 самых влиятельных людей в мире. Продажи пластинок Агилеры по всему миру превышают 75 миллионов экземпляров, что делает её одной из самых коммерчески успешных исполнителей.
Агилера награждена Государственным департаментом США за вклад в участие в борьбе с голодом. Она является послом Всемирной продовольственной программы и ООН. Участие Кристины в благотворительных проектах помогло собрать более 117 миллионов долларов.

## Биография

### 1980—1998: Детство и ранние годы
Кристина Мария Агилера родилась 18 декабря 1980 года в Статен-Айленде (Нью-Йорк) в семье сержанта Вооружённых сил США Фаусто Вагнера Хавьера Агилеры и Шелли Лорейн Кернс (Фидлер), учительницы испанского языка. Её отец родом из Эквадора, а мать — немецкого, ирландского, уэльского и голландского происхождения. У Кристины есть младшая сестра Рэйчел (род. 1986). Поскольку отец Кристины был военным, семья часто переезжала и жила в разных местах, в том числе в Нью-Джерси, Техасе, Нью-Йорке и Японии. Как утверждала Агилера, её отец проявлял физическую и эмоциональную жестокость. По её словам, музыка помогала ей отвлечься от домашних проблем. Когда Кристине было шесть, родители развелись, после чего она вместе с матерью и младшей сестрой переехала к бабушке в Рочестер (пригород Питтсбурга). Позже её мать повторно вышла замуж за Джима Кернса и родила от него сына Майкла.
В детстве Кристина слушала пластинки в стилях соула и блюз, которые покупала бабушка, и училась петь. Вскоре в пригороде её прозвали «маленькой девочкой с сильным голосом». Кристина мечтала стать певицей, и в восемь лет выиграла свой первый конкурс талантов, исполнив песню Уитни Хьюстон «I Wanna Dance with Somebody (Who Loves Me)». В десять лет она выступила на конкурсе юных талантов Star Search с песней «A Sunday Kind of Love», но выбыла в полуфинале. Эту же композицию Кристина исполнила на шоу Wake Up with Larry Richert на телеканале KDKA-TV. В юности Кристину приглашали спеть национальный гимн США перед началом хоккейного матча «Питтсбург Пингвинз», футбольного матча «Питтсбург Стилерз», бейсбольного матча «Питтсбург Пайрэтс», а также перед финалом Кубка Стэнли в 1992 году. Кристина училась в школе Рочестера и в средней школе вблизи Вексфорда, а также недолго посещала среднюю школу Норт-Аллегейни, после чего перешла на домашнее обучение во избежание издевательств со стороны сверстников.
В 1991 году Агилера прошла прослушивание на шоу «Клуб Микки Мауса», хотя не соответствовала возрастным требованиям программы. Спустя два года она начала сниматься в телесериале, где исполняла музыкальные номера и комедийные скетчи вплоть до закрытия проекта в 1994 году. После окончания шоу Агилера переехала в Японию и совместно с японским исполнителем Кэйдзо Наканиси записала свою первую песню под названием «All I Wanna Do». В 1998 году Агилера вернулась в США в поисках контракта с фирмой звукозаписи. Она обратилась к RCA Records, но ей посоветовали связаться со студией Disney, поскольку компания на тот момент испытывала финансовые трудности. Певица отправила представителям Disney кавер-версию композиции Уитни Хьюстон «Run to You» в надежде, что её выберут для записи заглавной песни «Reflection» к мультфильму «Мулан». В конечном итоге Агилере позволили исполнить эту песню для мультфильма: трек вышел в июне 1998 года и занял 15-ю строчку в американском хит-параде Billboard Adult Contemporary.

### 1999—2001:Christina Aguilera,Mi ReflejoиMy Kind of Christmas
После выпуска «Reflection» на Агилеру обратил внимание A&R лейбла RCA Records Рон Фейр, и вскоре певица подписала контракт с этой фирмой. На RCA оказывал давление большой интерес к тин-попу, вызванный популярностью Бритни Спирс; это привело к тому, что лейбл поторопился с выпуском альбома, и Агилера стала частью тин-поп-течения. В июне 1999 года вышел дебютный сингл Агилеры «Genie in a Bottle» в стиле современной поп-музыки и R&B. Песня принесла Агилере популярность, возглавив американский хит-парад Billboard Hot 100, а также чарты 20 других стран. По состоянию на 2014 год суммарные продажи сингла составляют семь миллионов экземпляров. В августе 1999 года состоялся релиз дебютного студийного альбома Агилеры Christina Aguilera. Пластинка заняла первую строчку в чарте Billboard 200, и вскоре стала восемь раз платиновой в США. К 2010 году по всему миру было продано 17 миллионов экземпляров диска. Помимо «Genie in a Bottle» с альбома вышли ещё три сингла: «What a Girl Wants» и «Come On Over Baby (All I Want Is You)», возглавившие Billboard Hot 100, и кавер-версия песни группы All-4-One «I Turn to You», попавшая в первую пятёрку американского чарта. В феврале 2000 года на церемонии награждения «Грэмми» Агилера победила в номинации «Лучший новый исполнитель».
В сентябре 2000 года Агилера выпустила второй студийный альбом Mi Reflejo. В испаноязычную пластинку вошли перезаписанные версии песен из предыдущего альбома Кристины, а также несколько оригинальных композиций. Mi Reflejo девятнадцать недель подряд возглавлял хит-парад Billboard Top Latin Albums, а также стал шесть раз платиновым в США. В октябре вышел альбом My Kind of Christmas, в который вошли популярные рождественские песни и несколько оригинальных треков в стиле танцевальной поп-музыки. Пластинке вскоре был присвоен платиновый статус в США. С целью поддержки альбомов Агилера отправилась в гастрольную поездку с концертной программой Christina Aguilera in Concert, проходившую с середины 2000 до начала 2001 года. В рамках тура певица посетила Северную Америку, Европу, Южную Америку и Японию. По итогам 2000 года журнал Billboard назвал Агилеру лучшей поп-исполнительницей. Несмотря на успех, Агилера была недовольна музыкой и образом, который ей придумал менеджер Стив Курц, и чувствовала недостаток творческого контроля. В октябре 2000 года певица подала иск против Курца о нарушении фидуциарных обязанностей за нецелесообразное влияние на её профессиональную деятельность. После того, как Агилера прекратила работать с Курцом, лейбл RCA Records нанял ей нового менеджера, которым стал Ирвинг Азофф. В 2001 году на премии «Латинская Грэмми» диск Mi Reflejo принёс Агилере победу в номинации «Лучший женский вокальный поп-альбом».
Первые попытки контролировать творческий процесс Агилера предприняла в 2001 году, исполнив кавер-версию песни LaBelle «Lady Marmalade» (1974) для саундтрека к фильму «Мулен Руж!». Трек был записан при участии Пинк, Майи и Lil’ Kim, а его продюсерами выступили Мисси Эллиотт и Rockwilder. Изначально лейбл RCA Records не одобрял релиз этой песни, поскольку она была «слишком урбанистичной», однако Агилера всё же записала трек по собственному желанию. Сингл возглавлял хит-парад Billboard Hot 100 пять недель только благодаря ротациям на радио, став первой такой песней в истории, которая оставалась на вершине чарта больше недели. Композиция завоевала «Грэмми» в номинации «Лучшее совместное вокальное поп-исполнение». В середине 2001 года компания Warlock Records выпустила сборник Just Be Free, куда вошли демо-треки, которые Агилера записала с 1994 по 1995 год. С целью приостановить выпуск диска Агилера подала иск против Warlock Records. В итоге обе стороны пришли к конфиденциальному соглашению, по условиям которого Агилера дала согласие на выпуск альбома и использование её имени и фотографий.

### 2002—2003:Stripped

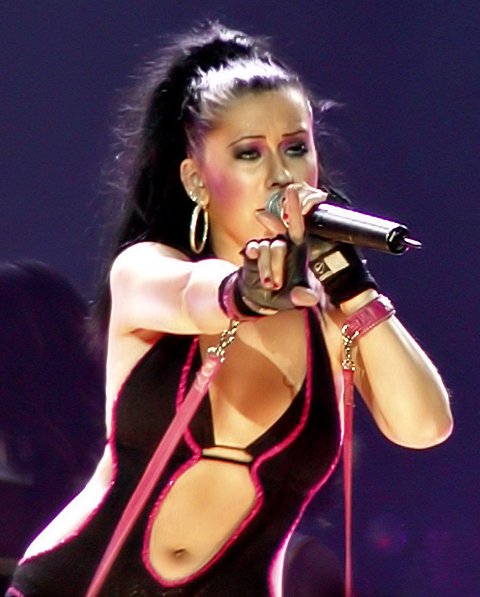
Кристина Агилера выступает на концерте в рамках тура The Stripped Tour в 2003 году

Планируя четвёртый студийный альбом, Агилера начала двигаться в новом творческом направлении, которое, по мнению певицы, придавало большую глубину её текстам и музыке. Исполнительница дала пластинке название Stripped, поскольку оно отражает «новое начало, в некотором смысле повторное представление [себя] как нового исполнителя». Агилера выступила исполнительным продюсером альбома и написала большую часть песен. Чтобы представить публике новый образ, в сентябре 2002 года Агилера выпустила в качестве первого сингла композицию «Dirrty». Видеоклип на эту песню вызвал неоднозначную реакцию из-за слишком откровенных кадров. По словам Дэвида Брауна из Entertainment Weekly, клип стал первым «провозглашением независимости» Агилеры от «уз тин-попа». Общественность раскритиковала новый имидж Агилеры, поскольку он начал затмевать её музыку. В поддержку нового образа Агилера высказывалась так: «В моих руках все полномочия, я владею всем и всеми, что меня окружает. По мне, отрываться на полную катушку — показатель настоящего артиста».
В октябре 2002 года вышел альбом Stripped. В музыкальном плане пластинка включает в себя разные жанры, от R&B и фламенко до рока; тексты затрагивают тему самоуважения, и в них также обсуждаются секс и гендерное равенство. Диск получил смешанные отзывы критиков, которые остались недовольны отсутствием целостности релиза, но высоко оценили вокал певицы. Stripped закрепился на второй позиции в хит-параде Billboard 200, и по состоянию на 2014 год в США было продано 4,3 миллионов экземпляров пластинки. По состоянию на 2017 год продажи диска в Великобритании составили два миллиона экземпляров; таким образом, Stripped стал вторым самым продаваемым альбомом американской певицы в 2000-х годах после пластинки Норы Джонс Come Away with Me. К 2006 году мировые продажи альбома превысили 12 миллионов экземпляров. Баллада «Beautiful», второй сингл с Stripped, получила положительные отзывы за вдохновляющий текст о внутренней красоте, и стала гимном в ЛГБТ-сообществе. Песня закрепилась на второй строчке в Billboard Hot 100, став наиболее успешным синглом с альбома. В 2004 году «Beautiful» принесла Агилере победу на «Грэмми» в номинации «Лучшее женское вокальное поп-исполнение».
В дальнейшем Агилера выпустила ещё три сингла с Stripped: «Fighter», «Can’t Hold Us Down» и «The Voice Within». Все три песни вышли в 2003 году и попали в первую сороковку чарта Billboard Hot 100. С июня по сентябрь 2003 года Агилера вместе с Джастином Тимберлейком гастролировала в рамках тура Justified & Stripped Tour, организованный в поддержку её альбома Stripped и пластинки Тимберлейка Justified. После окончания этого турне певица отправилась в гастрольную поездку с программой The Stripped Tour. В августе 2003 года Агилера посетила премию MTV Video Music Awards, где она и Бритни Спирс во время выступления с песнями «Like a Virgin» и «Hollywood» поцеловались с Мадонной, что широко освещалось в СМИ. В ноябре того же года Агилера была ведущей церемонии MTV Europe Music Awards, на которой победила в номинации «Лучшая исполнительница». По итогам 2003 года журнал Billboard назвал Агилеру лучшей поп-исполнительницей.

### 2004—2009:Back to Basics

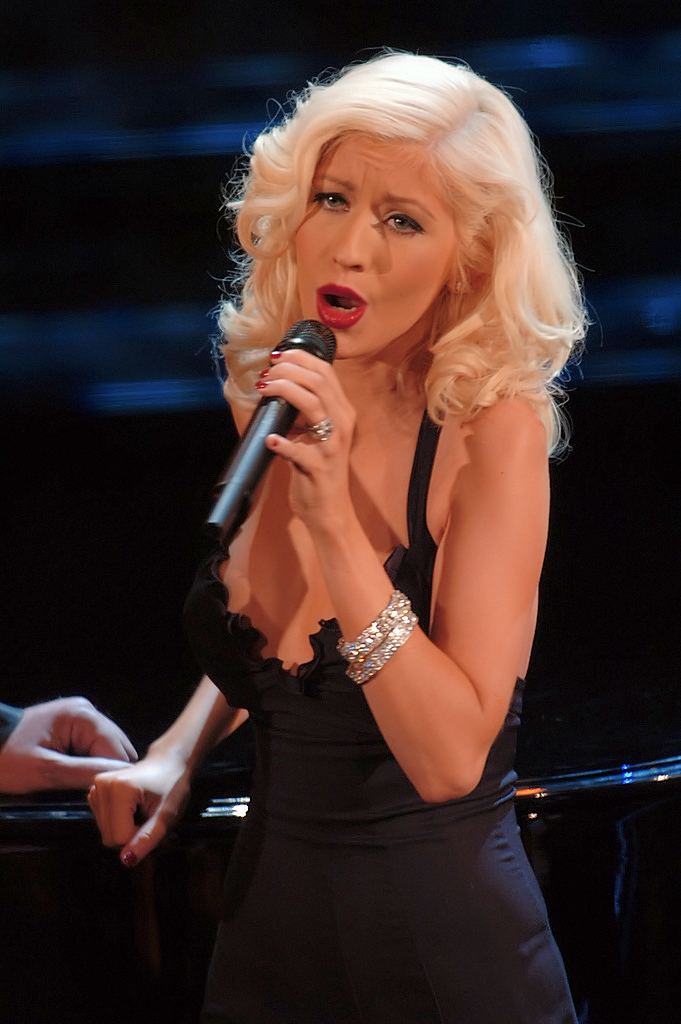
Агилера во время выступления в Сан-Ремо в 2006 году

В 2004 году Агилера вместе с Мисси Эллиотт записала новую версию песни группы Rose Royce «Car Wish» (1976) для саундтрека к мультфильму «Подводная братва» и исполнила вместе с Nelly трек «Tilt Ya Head Back». Она также выступила в роли приглашённого исполнителя в кавер-версии Леона Расселла на композицию Херби Хэнкока «A Song for You» (1970); с этой песней исполнители в феврале 2006 года номинировались на «48-ю церемонию Грэмми» в категории «Лучшее совместное вокальное поп-исполнение». В то же время певица начала работать над новым альбомом. В июне 2006 года Агилера выпустила первый сингл с будущей пластинки «Ain’t No Other Man». Песня выдержана в стиле соула, блюза и джаза начала XX века. На написание композиции, как и всего альбома, Агилеру вдохновил брак с Джорданом Братманом. «Ain’t No Other Man» добралась до шестой позиции в хит-параде Billboard Hot 100, и по состоянию на 2014 год в США было продано 1,7 миллионов экземпляров сингла.
В августе 2006 года Агилера выпустила пятую сольную пластинку Back to Basics в формате двойного альбома. Певица назвала лонгплей «возвращением» к джазу, блюзу и соулу 1920-х, 1930-х и 1940-х годов с «современным витком». Во время записи диска Агилера вдохновлялась различными классическими исполнителями блюза и соула, включая Отиса Реддинга, Милли Джексон и Нину Симон. Back to Basics получил положительные отзывы критиков, высоко оценивших ретро-стиль пластинки и вокальные данные Агилеры. Альбом возглавил хит-парад Billboard 200 и разошёлся тиражом в 1,7 миллионов экземпляров в США. В феврале 2007 года Агилера одержала победу на «Грэмми» с песней «Ain’t No Other Man» в номинации «Лучшее женское вокальное поп-исполнение», а также исполнила композицию «It’s a Man’s Man’s Man’s World» в честь покойного Джеймса Брауна. Успех Back to Basics был закреплён двумя синглами, попавшими в первую десятку международных чартов: «Hurt» и «Candyman». Два других сингла, «Slow Down Baby» и «Oh Mother», вышли только в Австралии и Европе соответственно. В поддержку альбома Агилера отправилась на гастроли с концертной программой Back to Basics Tour. Тур, проходивший с ноября 2006 по октябрь 2008 года, собрал кассу в 48,1 миллионов долларов, став самым успешным женским туром в 2007 году.
В 2008 году Агилера снялась в документальном фильме Мартина Скорсезе «The Rolling Stones. Да будет свет». В фильме был показан двухдневный концерт группы Rolling Stones в нью-йоркском театре Beacon Theatre, на котором Агилера вместе с вокалистом коллектива Миком Джаггером исполнила композицию «Live with Me». В честь десятилетия своей музыкальной карьеры Агилера выпустила сборник лучших песен под названием Keeps Gettin’ Better: A Decade of Hits, который стал доступен в США в ноябре 2008 года в Target. Помимо уже известных композиций, в пластинку вошли четыре новые песни в стиле электропопа, две из которых — ремейки предыдущих синглов. По словам Агилеры, «футуристическое, роботизированное звучание» новых треков послужило прелюдией к её следующему альбому. Keeps Gettin’ Better: A Decade of Hits закрепился на девятой строчке в Billboard 200, а заглавный сингл сборника, «Keeps Gettin’ Better», занял седьмое место в Billboard Hot 100. В 2009 году журнал Billboard поместил Кристину Агилеру на 20-е место в рейтинге самых успешных исполнителей 2000-х годов.

### 2010—2011:Bionic, «Бурлеск» иThe Voice

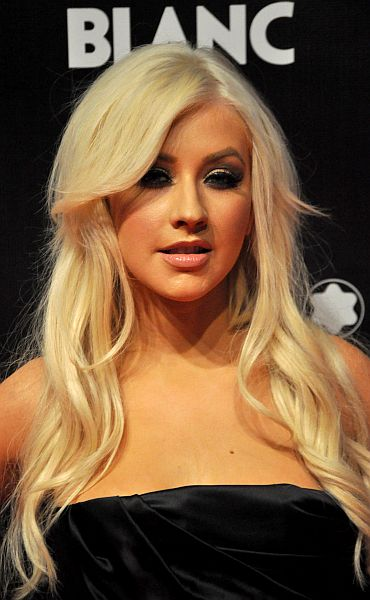
Кристина Агилера на мероприятии Montblanc в 2010 году

В начале 2008 года, после рождения первого ребёнка, Агилера начала работать над новым альбомом. В марте 2010 года вышел первый сингл в поддержку будущей пластинки «Not Myself Tonight». Выдержанная в стиле электронной музыки, композиция продемонстрировала экспериментальный характер грядущего альбома певицы. Трек закрепился на 23-й позиции в хит-параде Billboard Hot 100. В июне Агилера выпустила свой шестой студийный альбом под названием Bionic. Музыкальные критики охарактеризовали его как пластинку в стиле futurepop с элементами R&B; тексты песен затрагивают тему секса, также в них обсуждается феминизм. Bionic получил неоднозначные отзывы от обозревателей: рецензенты высоко оценили эксперименты Агилеры с новыми стилями, но сочли пластинку неестественной. Альбом достиг третьей строчки в Billboard 200, а к 2019 году в США было продано 332 000 экземпляров диска.
В ноябре 2010 года состоялась премьера мюзикла Стивена Антина «Бурлеск», в котором Агилера вместе с певицей Шер исполнила главную роль. В фильме Агилера играла Али Роуз, которая по сюжету бросает работу в баре и переезжает в Лос-Анджелес, где стремится стать исполнительницей в бурлескном клубе Тесс Скали (Шер). «Бурлеск» собрал в прокате 90 миллионов долларов США и получил смешанные отзывы критиков, которые назвали его банальным, но высоко оценили актёрскую игру Агилеры. Фильм получил номинацию на премию «Золотой глобус» в категории «Комедия или мюзикл». Для одноимённого саундтрека Агилера записала восемь песен; диск добрался до 18-й строчки в Billboard 200 и получил золотой статус.
В феврале 2011 года во время исполнения Национального гимна США на Супербоуле XLV Агилера перепутала несколько строк. Позже певица извинилась за этот инцидент, прокомментировав ситуацию следующим образом: «Я так увлеклась моментом песни, что сбилась с места». Также в феврале Агилера выступила на 53-й церемонии «Грэмми» вместе с Дженнифер Хадсон, Мартиной Макбрайд, Иоландой Адамс и Флоренс Уэлч. Своё выступление исполнительницы посвятили соул-певице Арете Франклин. С апреля 2011 по декабрь 2012 года Агилера была одним из тренеров в трёх сезонах телевизионного конкурса The Voice. Во время первого сезона по приглашению лидера поп-рок-коллектива Maroon 5 и коллеги Агилеры по шоу Адама Левина певица записала с группой сингл «Moves Like Jagger». Композиция возглавила хит-парад Billboard Hot 100, а её цифровые продажи по всему миру превысили семь миллионов экземпляров.

### 2012—2017:Lotusи телепроекты

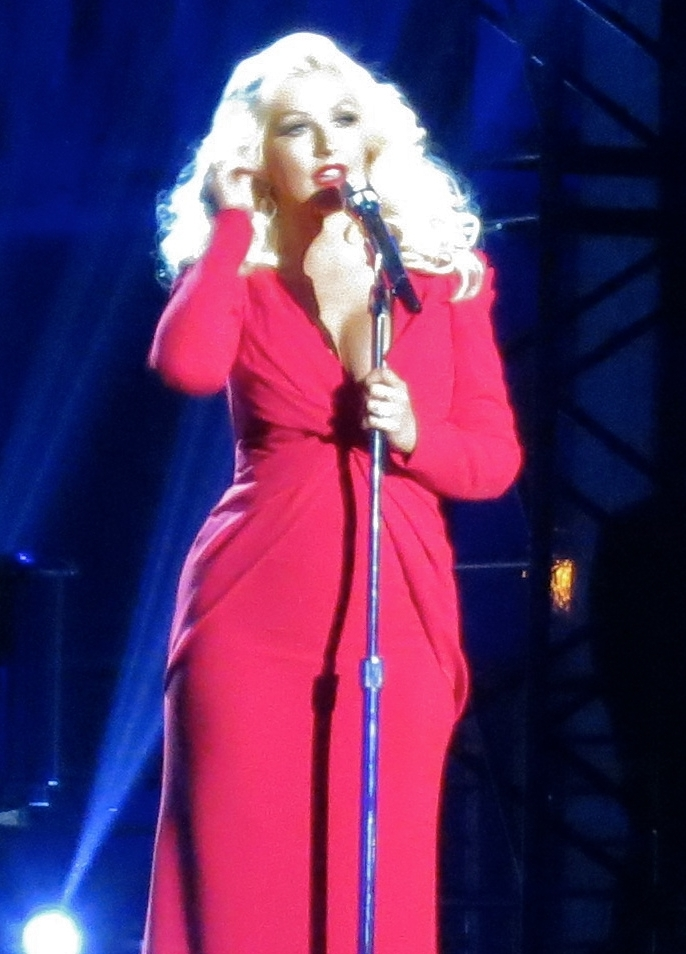
Кристина Агилера во время выступления в 2014 году

В сентябре 2012 года Агилера выпустила композицию «Your Body», первый сингл в поддержку седьмого студийного альбома. Песня заняла 34-е место в хит-параде Billboard Hot 100. В ноябре 2012 года состоялся релиз пластинки под названием Lotus. Агилера назвала альбом своим «возрождением» после борьбы с личными проблемами. Музыкальные критики отмечали, что Lotus, в отличие от прошлых музыкальных экспериментов певицы, вполне обычная и традиционная пластинка. Альбом закрепился на седьмой строчке в чарте Billboard 200, а к 2019 году в США было продано 303 000 экземпляров диска. В поддержку Lotus вышел ещё один сингл под названием «Just a Fool», записанный при участии коллеги Агилеры по шоу The Voice Блейка Шелтона. В декабре 2012 года в четвёртом сезоне The Voice Агилеру заменила Шакира, а в сентябре 2013-го она вернулась в проект в качестве наставника в пятом сезоне.
В 2013 году Агилера выпустила три сингла, попавших в первую десятку хит-парадов по всему миру. Первым из них стала совместная композиция с рэпером Pitbull «Feel This Moment», которая закрепилась на восьмой строчке в чарте Billboard Hot 100 и получила платиновый статус в США. В мае Агилера и мексиканский певец Алехандро Фернандес выпустили кавер на песню Мигеля Гальярдо «Hoy Tengo Ganas de Ti» (1976), ставший платиновым в Мексике. Также вместе с группой A Great Big World певица записала балладу «Say Something», которая стала шесть раз платиновой в США, и принесла исполнителям победу на премии «Грэмми» в номинации «Лучшее поп-исполнение дуэтом или группой». В 2013 и 2014 годах Агилера временно отсутствовала в шоу The Voice, поскольку решила провести время с семьёй. В шестом сезоне её вновь заменила Шакира, а в седьмом — Гвен Стефани. В октябре 2014 года Агилера вернулась в проект в восьмом сезоне. Певица также была наставником в десятом сезоне шоу, и в мае 2016 года она и её подопечная Элисон Портер одержали победу.
В апреле 2015 года Агилера сыграла поп-певицу Джейд Сент-Джон в третьем сезоне музыкально-драматического сериала «Нэшвилл». В марте 2016 года Агилера и её возлюбленный Мэттью Ратлер выступили исполнительными продюсерами музыкально-игрового шоу Tracks, премьера которого состоялась на телеканале Spike TV. В том же году Агилера записала песню «Change», посвящённую жертвам стрельбы в ночном клубе Орландо, а также Кристине Гримми, которую застрелили в Орландо за день до происшествия. Вырученные средства были переданы Национальному фонду милосердия в помощь семьям пострадавшим. В августе Агилера выпустила композицию «Telepathy» совместно с Найлом Роджерсом для саундтрека к сериалу «Отжиг». В 2017 году Агилера озвучила персонажа в мультфильме «Эмоджи фильм», а в 2018-м снялась в романтическом научно-фантастическом фильме «Зои».

### 2018—2020:Liberationи The Xperience

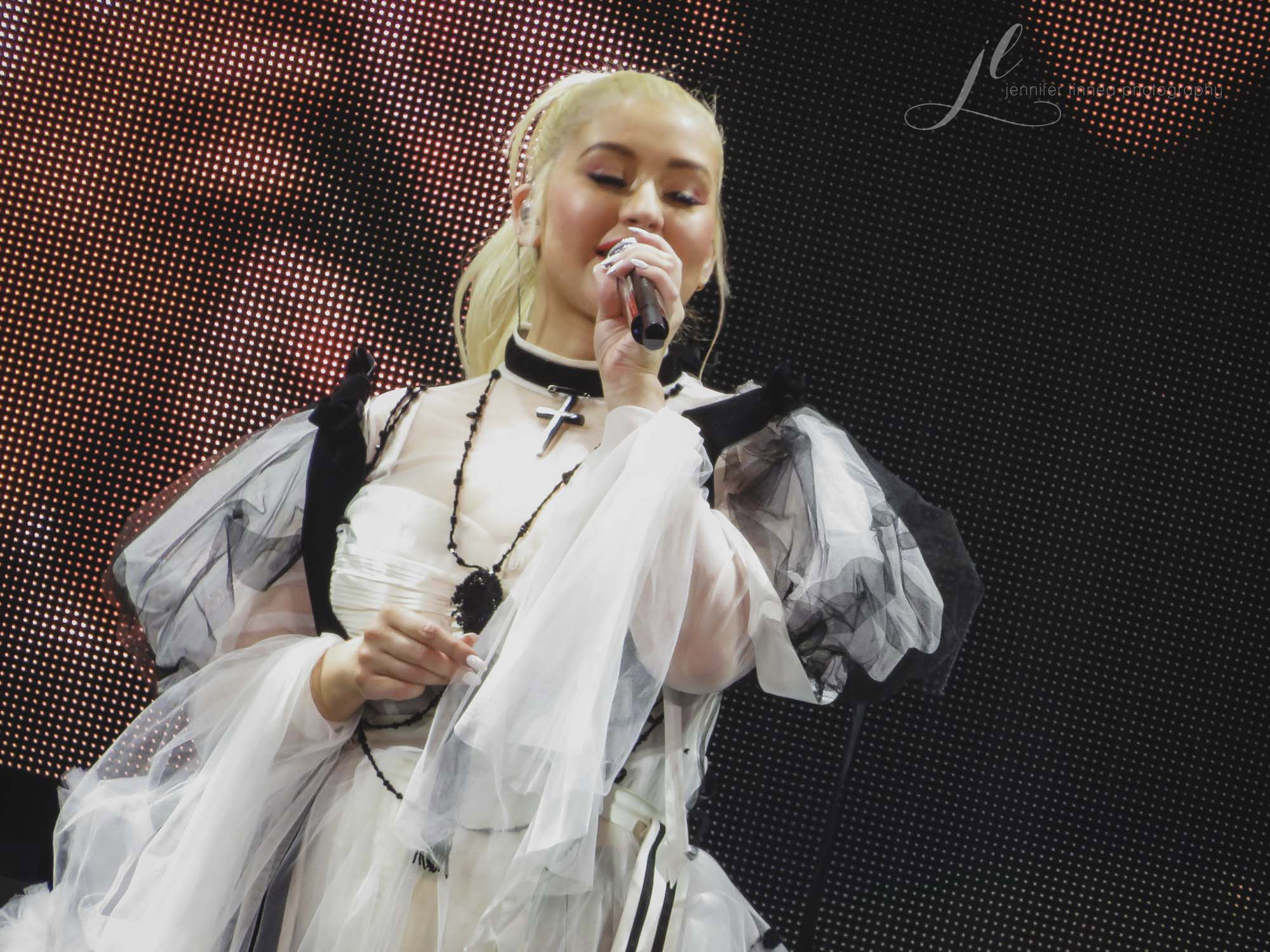
Кристина Агилера выступает на концерте в Пепси-центре в рамках тура Liberation Tour в октябре 2018 года

15 июня 2018 года Кристина Агилера выпустила седьмой студийный альбом под названием Liberation, который начала записывать ещё в 2014 году. Ощутимое влияние на стиль пластинки оказали R&B и хип-хоп. Релизу лонгплея предшествовали два сингла: «Accelerate» (совместно с рэперами Ty Dolla Sign и 2 Chainz) и «Fall in Line» (совместно с певицей Деми Ловато). Liberation получил положительные отзывы музыкальных критиков и дебютировал под шестым номером в хит-параде Billboard 200, став седьмым альбомом Агилеры, попавшим в первую десятку американского чарта. Композиция «Fall in Line» принесла Агилере номинацию на 61-ю церемонию «Грэмми» в категории «Лучшее поп-исполнение дуэтом или группой», а трек «Like I Do» (при участии рэпера GoldLink) был представлен в номинации «Лучшее рэп/песенное исполнение».
В поддержку альбома Liberation Агилера отправилась в тур Liberation Tour, проходивший с сентября по ноябрь 2018 года, а с июля по декабрь 2019 года гастролировала по городам Европы с программой X Tour. Также в мае 2019 года в концертном зале Zappos Theater в Лас-Вегасе стартовало первое шоу-резиденция Агилеры The Xperience, которое завершилось в марте 2020-го. В 2019 году Кристина Агилера получила награду «Легенды Диснея» за «существенный вклад в наследие Disney». В октябре того же года Агилера выпустила песню «Haunted Heart» для саундтрека к анимационному фильму «Семейка Аддамс». 22 ноября вместе с дуэтом A Great Big World она презентовала композицию «Fall on Me», которую исполнила с ними на премии American Music Awards. 6 марта 2020 года певица представила промосингл «Loyal Brave True» для саундтрека к ремейку «Мулан», а 14 августа вышел видеоклип, снятый Ники Каро. Также Агилера объявила, что на одном из концертов шоу The Xperience впервые исполнит новую версию песни «Reflection». 28 августа состоялась премьера композиции и одноимённого клипа.

### С 2021:Aguilera
В апреле 2021 года в интервью журналу Health Агилера рассказала о том, что записывает два альбома, один из которых будет на английском языке, а другой — на испанском. В июле певица дала два больших концерта в концертном зале Голливуд-боул при участии Густаво Дудамеля и Лос-Анджелесского филармонического оркестра. 22 октября Агилера выпустила композицию «Pa Mis Muchachas», записанную при участии Бекки Джи, Ники Николь и Нати Пелусо, которая войдёт в её грядущий испаноязычный альбом. 18 ноября на «Латинской Грэмми» певица представила песню «Somos Nada», а также исполнила «Pa Mis Muchachas» вместе с Бекки Джи, Николь и Пелусо.
21 января 2022 года Агилера выпустила EP La Fuerza — первый из трёх релизов, которые составят её будущий альбом на испанском языке. За день до выпуска мини-альбома состоялась премьера третьего сингла с грядущей пластинки «Santo» при участии пуэрто-риканского певца Осуны. 31 марта Агилера выступила на закрытии Expo 2020 в Дубае, где исполнила кавер-версию композиции «A Million Dreams». 6 мая певица представила клип на песню «La Reina».
24 мая Агилера анонсировала EP под названием La Tormenta — вторую часть будущего испаноязычного альбома, а также объявила о том, что ведущим синглом станет композиция «Suéltame», записанная при участии аргентинской певицы и актрисы Tini. 26 мая певица сообщила о том, что переносит релиз мини-альбома в связи со стрельбой в начальной школе в Техасе. Премьера La Tormenta состоялась 30 мая. На следующий день на стриминговых сервисах вышел девятый студийный альбом певицы Aguilera, в который вошли треки с La Fuerza и La Tormenta, а также новая версия композиции «Cuando Me Dé la Gana», исполненной совместно с мексиканским певцом Кристианом Нодалом. Пластинка будет дополнена песнями, которые войдут в её третью и заключительную часть — EP La Luz. 22 июля Агилера и певица Tini представили клип на песню «Suéltame», снятый Аной Лили Амирпур.
29 сентября Агилера выступила на церемонии Billboard Latin Music Awards с песней «La Reina», а также получила награду «Дух надежды» (англ. Spirit of Hope). На следующий день состоялся релиз EP La Luz — третьей и последней части альбома Aguilera, куда, в частности, вошёл сингл «No Es Que Te Extrañe». 21 октября Агилера выпустила делюкс-версию альбома Stripped, приуроченную к 20-летию пластинки. В это издание вошли два новых трека: «I Will Be» (би-сайд к синглу «Dirrty») и ремикс Бенни Бенасси на композицию «Beautiful». В честь 20-летия Stripped певица также представила новый видеоклип на песню «Beautiful».
10 ноября Time Studios в сотрудничестве с Roc Nation анонсировала документальный фильм о жизни и карьере Кристины Агилеры, в который войдут эксклюзивные фото и видеозаписи певицы. Режиссёром фильма выступила Тинг Пу. В ноябре на церемонии вручения премии «Латинская Грэмми» Агилера получила награду за «Лучший вокальный поп-альбом» (Aguilera) и вместе с Кристианом Нодалом исполнила песню «Cuando Me Dé la Gana». 20 декабря певица выступила на церемонии награждения VinFuture Prize в Ханое (Вьетнам), где исполнила композиции «Beautiful», «The Voice Within'» и «A Million Dreams» в сопровождении «живого» коллектива. С 19 по 24 февраля 2023 года Агилера выступала в качестве хедлайнера на фестивале Viña del Mar International Song Festival в чилийском городе Винья-дель-Мар.

## Музыкальный стиль

### Голос
Певческий голос Кристины Агилеры — сопрано, диапазоном в четыре октавы. В начале карьеры голос Агилеры сравнивали с вокалом Мэрайи Кэри и Уитни Хьюстон. Дэвид Браун из New York Times отметил, что Кэри и Хьюстон сильно повлияли на манеру исполнения Агилеры, высказав мнение, что «Мисс Агилера — одна из главных представителей мелизматического пения»; также, по мнению журналиста, Агилера, Кэри и Хьюстон «больше всего ассоциируются с периодом конца 80-х-началом 90-х годов». По словам Энн Пауэрс из Los Angeles Times, на стиль пения Агилеры повлияли Барбра Стрейзанд, Глэдис Найт и Арета Франклин; Пауэрс отметила, что «тенденции в стиле Барбры Стрейзанд» «[помогают Агилере] понять, как стать „великой певицей“, коей её окрестили с тех самых пор, когда она в 18 лет выпустила опережающий время сингл „Genie in a Bottle“». Рецензент The New Yorker Саша Фрер-Джонс поделился мнением, что «Агилере не нужно перевоплощаться в Сару Воан, чтобы быть серьёзной певицей. Она и так одна, кто в традициях поп-музыки и R&B 1990-х выдаёт мелизмы, чтобы покорить сердца слушателей». Джон Парелес в рецензии на альбом Liberation для New York Times отметил, что голос Агилеры «это не инструмент для скромных высказываний; он говорит о вершинах самоутверждения, неописуемых чувственных удовольствиях, холодных контратаках и безднах печали».
Тем не менее, Агилера подвергалась критике за чрезмерное использование мелизмов и бэлтинга. Джон Эскоу из The Huffington Post высказал мнение, что Агилера, как и другие певицы, которые используют в своём пении мелизмы, «не знают, когда остановиться, превращая каждую песню в Олимпийский вид спорта». Люси Дэвис из BBC Music отметила, что хотя Агилера обладает «потрясающим голосом», она «могла бы петь разнообразнее», используя чуть меньше мелизмов. Продюсер Линда Перри, автор песни «Beautiful», вспоминала, что каждый раз, когда Агилера на студии начинала пропевать мелизмы, она останавливала запись. В итоге Перри взяла за основу песни первый дубль, который, по её словам, Агилера долго не могла принять: «Она перфекционистка. Она хорошо знает свой голос и понимает, в чём дело. Она слышит то, чего никто больше не слышит». Крис Уиллман из Entertainment Weekly высказал мнение, что главный минус Агилеры в использовании мелизмов заключается в отсутствии «отзывчивости к мелодии со стороны исполнительницы» и в «предположении, что песня — лишь средство, её можно выбросить и испортить».

### Музыка и тексты песен

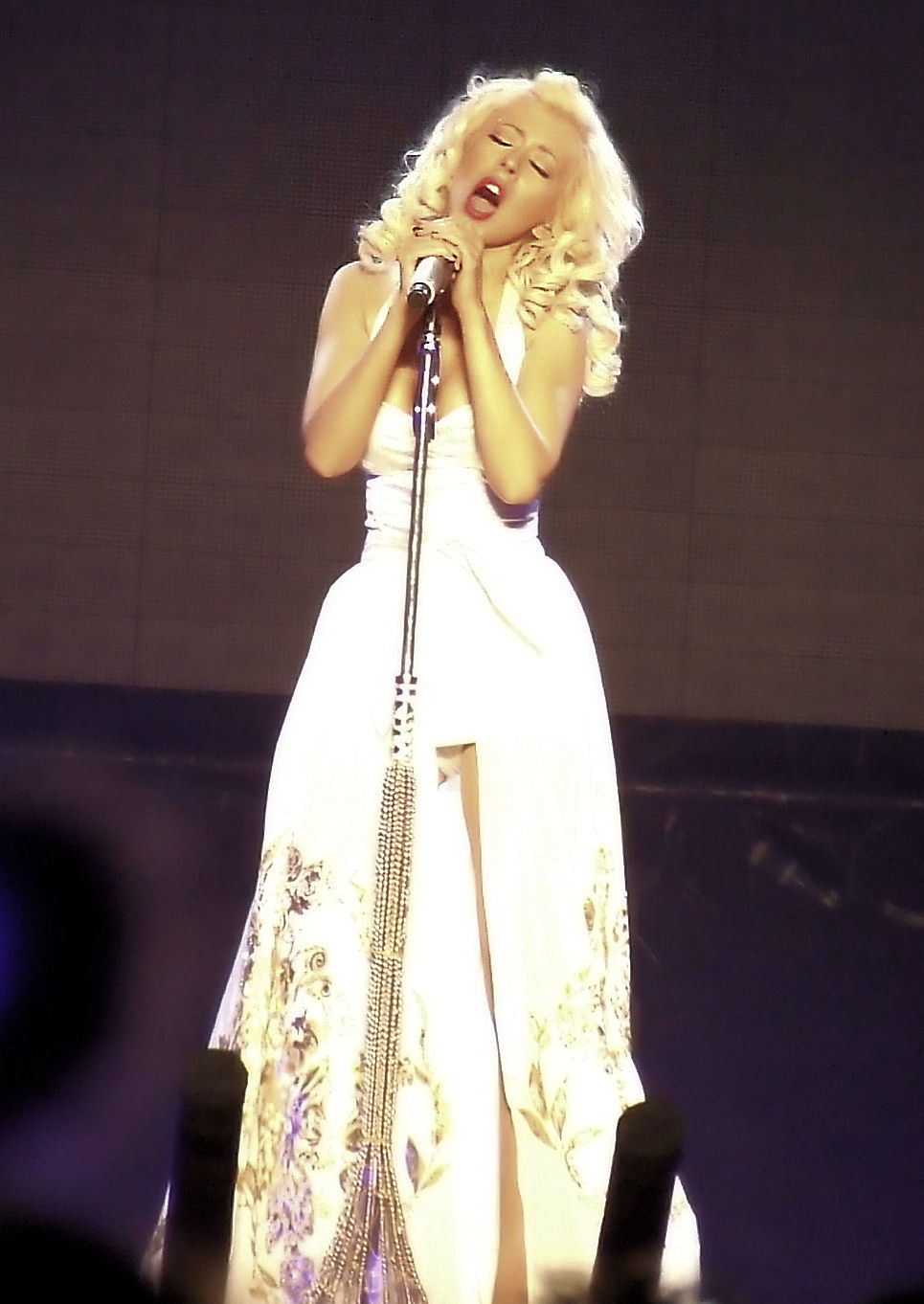
Кристина Агилера выступает на концерте в рамках тура Back to Basics Tour в 2006 году

В своих композициях Кристина Агилера сочетает элементы поп-музыки, R&B, данс-попа и соула; в её альбомы входят как баллады, так и треки в быстром темпе. Дебютная пластинка певицы Christina Aguilera (1999) выдержана в стилях тин-попа и танцевальной поп-музыки, в то время как на Mi Reflejo (2000) оказала влияние латиноамериканская музыка. В первый рождественский альбом певицы My Kind of Christmas (2000) вошли кавер-версии традиционных рождественских композиций, а также несколько оригинальных танцевальных треков. Стремясь к разнообразию в музыке и творческому росту, для пластинки Stripped (2002) Агилера записала песни в стиле R&B, рока, хип-хопа и латиноамериканской музыки. В пятый альбом Агилеры Back to Basics (2006) вошли композиции с элементами R&B, блюза, джаза и соула, в то время как пластинка Bionic (2010) выдержана в стиле футуристической электронной музыки. На саундтрек к фильму «Бурлеск» оказал влияние Cabaret; в него вошло несколько известных песен, которые были переделаны в танцевальной манере в стиле «Мулен Руж!» (2001). Альбом Lotus (2012) выдержан в стиле поп-музыки с элементами данс-попа и рока, а в Liberation (2018) вошли R&B- и хип-хоп-композиции с элементами соула, реггетона, трэпа, сатерн-рока и дэнсхолла.
Агилера часто говорила о том, что предпочитает сотрудничать с менее «известными» продюсерами, поскольку ей необязательно обращаться к людям, которые занимают лидирующие позиции в поп-музыке. Келефа Санне из The New York Times отметил, что желание Агилеры поработать над Back to Basics с DJ Premier связано с решением отказаться от услуг известных продюсеров, на которых часто полагаются поп-звёзды.
По словам Агилеры, для неё очень важно делиться личной жизнью в своих песнях, чтобы люди, которые оказались в тех или иных обстоятельствах, не чувствовали себя одинокими. Многие её композиции повествуют о любви; певица приняла участие в написании двух песен, касающихся темы домашнего насилия, которое она пережила в детстве. Агилера часто упоминала в своей музыке феминизм; так, например, расширения прав и возможностей женщин стали ведущей темой альбома Bionic, а песня «Can’t Hold Us Down» из альбома Stripped осуждает двойные гендерные стандарты, когда мужчинами восхищаются за сексуальное поведение, а к женщинам, которые ведут себя подобным образом, относятся отрицательно. По словам, Агилеры сексуальность «очень вдохновляет»: «Если я хочу быть сексуальной, я делаю это для собственного восприятия и удовольствия! Вот почему мне нравится говорить о том, что меня иногда привлекают женщины. Я ценю их женственность и красоту» — говорила певица.

### Влияние

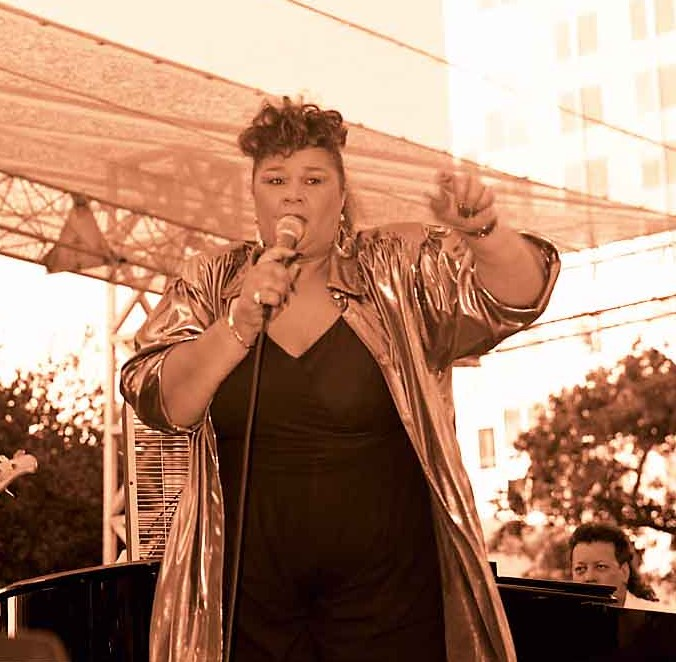
Значимое влияние на Кристину Агилеру оказала певица Этта Джеймс

В своих интервью Агилера часто говорила, что большое влияние на неё оказала блюзовая певица Этта Джеймс. После смерти Джеймс в 2012 году Агилеру попросили исполнить композицию «At Last» на её похоронах. На творчество Агилеры повлияли также и другие известные исполнители, включая Билли Холидей, Отис Реддинг, Арета Франклин, Нину Симон и Эллу Фицджеральд; их музыка, в частности, послужила вдохновением для пластинки Back to Basics.
По словам Агилеры, на неё также оказала влияние Уитни Хьюстон, песни которой она исполняла на конкурсах талантов в юности. Источником вдохновения для Агилеры также послужило творчество Мэрайи Кэри и Селин Дион; кроме того, певица сделала два кавера на песни Дион: она записала «These Are the Special Times» для пластинки My Kind of Christmas и исполнила «The Prayer» на шоу The Voice. Пьер Домингес в своей книге Christina Aguilera: A Star Is Made отметил, что большое влияние на вокальный стиль певицы оказал сингл Мэрайи Кэри «Vision of Love» (1990). По словам Агилеры, первое желание петь и выступать пробудил в ней мюзикл «Звуки музыки» и, в частности, актриса Джули Эндрюс, которая исполнила в нём главную роль. На образ Агилеры значимое влияние оказали «изобретательность и смелость» Мадонны и Джанет Джексон. На создание имиджа во время промоушена альбома Back to Basics Агилеру вдохновили актрисы «Золотой эпохи Голливуда», включая Марлен Дитрих, Мэрилин Монро, Кэрол Ломбард, Грете Гарбо и Веронику Лейк. Также на Агилеру повлияла певица Шер, с которой она снималась в фильме «Бурлеск».

## Имидж

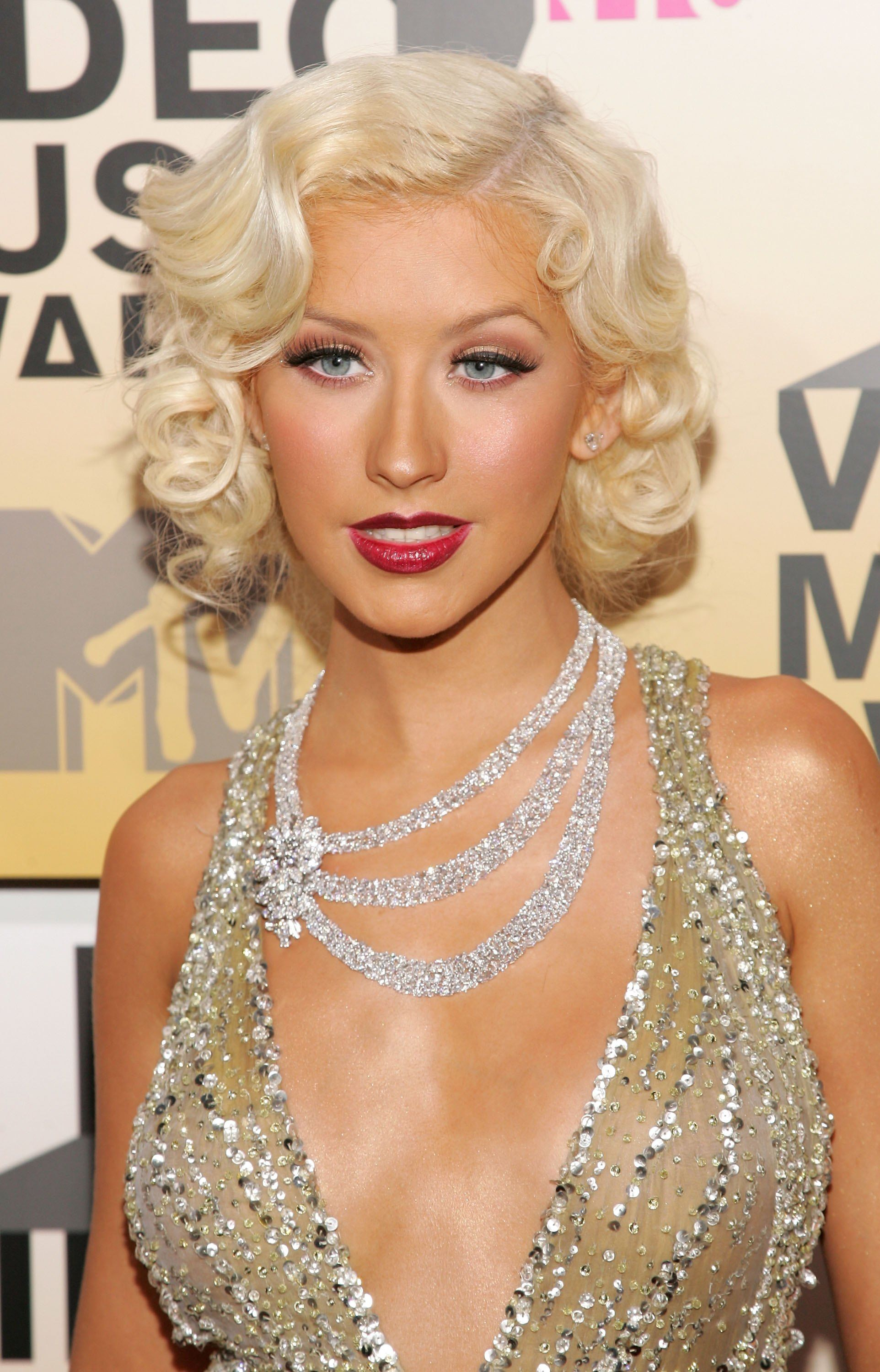
Кристина Агилера на церемонии награждения MTV Video Music Awards в 2006 году

На протяжении карьеры Агилера несколько раз меняла образ. В конце 1990-х годов тогдашний менеджер Агилеры Стив Курц начал продвигать её как исполнительницу бабблгам-попа и певица прославилась как кумир подростков. В 2002—2003 годах, во время промоушена альбома Stripped Агилера придумала новый образ и альтер эго X-tina (с англ. — «Икс-Тина»), перекрасив волосы в чёрный цвет и сделав пирсинг и несколько татуировок. В 2004 году Агилера приняла образ в стиле ретро: поменяла причёску, покрасила волосы, стала использовать соответствующий макияж. На создание имиджа её вдохновили звёзды классической эпохи Голливуда, такие как Мэрилин Монро, Марлен Дитрих и Мэри Пикфорд. В 2006 году этот образ, представленный в клипе на песню «Ain’t No Other Man», получил название Бэби Джейн (англ. Baby Jane); на его создание певицу вдохновил триллер «Что случилось с Бэби Джейн?». В 2012 году Агилера подверглась критике в СМИ за «лишний вес», а в 2013-м, после похудения, она получила положительные отклики. В 2018 году певица появилась на обложке журнала Paper без макияжа, вызвав благосклонную реакцию.

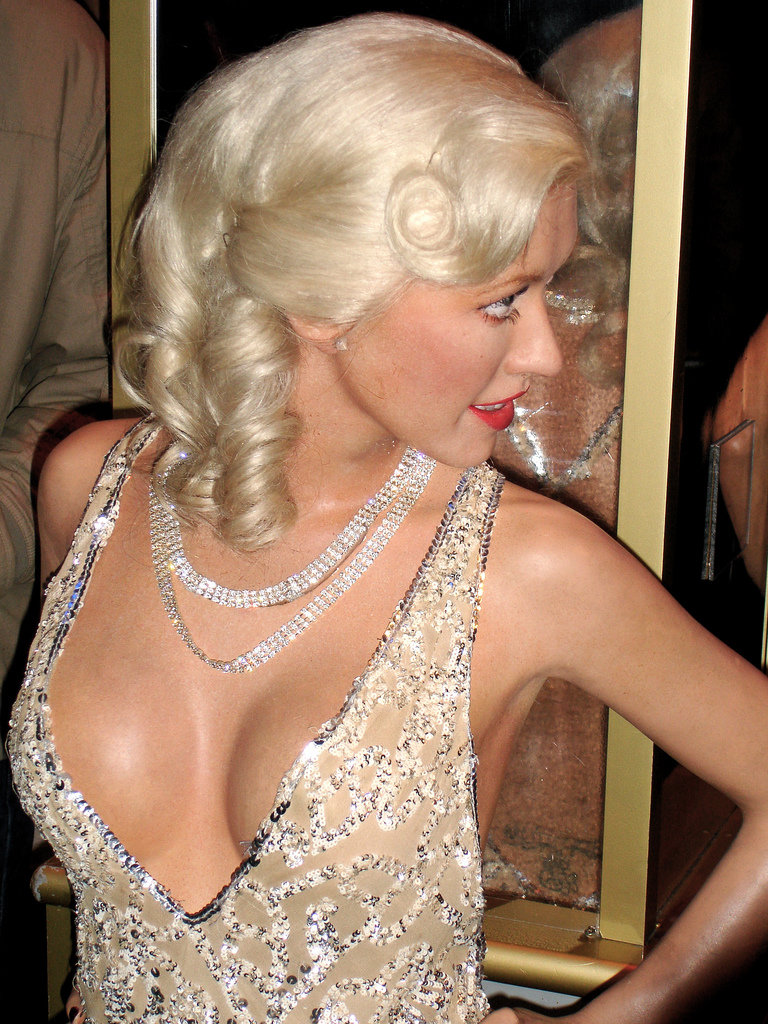
Восковая фигура Агилеры в Музее мадам Тюссо в Лондоне

В начале карьеры Кристину Агилеру часто сравнивали с Бритни Спирс. Дэвид Брауни из Entertainment Weekly высказал мнение, что в своей музыке Агилера предстаёт в образе «хорошей девочки, притворяющейся плохой», в то время как Спирс поступает с точностью до наоборот. Рецензент также отметил, что «подслащённый» голос Спирс стал приятным разнообразием по сравнению с «ошеломительной вокальной гимнастикой Агилеры».
Агилера также считается секс-символом. В 2003 году она появилась на обложке журнала Maxim, и этот выпуск стал одним из самых продаваемых. Позже в том же году читатели журнала назвали певицу «Самой сексуальной женщиной года». Кроме того, Агилера была признана гей-иконой; она стала первой, кого увековечили на Алее славы The Abbey за вклад в ЛГБТ-сообщество. Видеоклип на песню «Beautiful» принёс певице награду GLAAD Media Awards за положительное отражение в нём ЛГБТ-сообщества. В 2019 году Кампания за права человека присвоила Агилере награду «Союзница за равенство» и признала «ЛГБТ-иконой».
Мода также всегда была частью музыкальной карьеры и образа Агилеры. Певица носила наряды от Роберто Кавалли, Джона Гальяно, Марка Джейкобса и Александра Маккуина. Костюмы Агилеры из фильма «Бурлеск» были представлены на выставке в Художественном институте моды, дизайна и мерчандайзинга. В Музее мадам Тюссо в Лондоне и Нью-Йорке находятся восковые фигуры Агилеры.

## Признание и влияние на популярную культуру

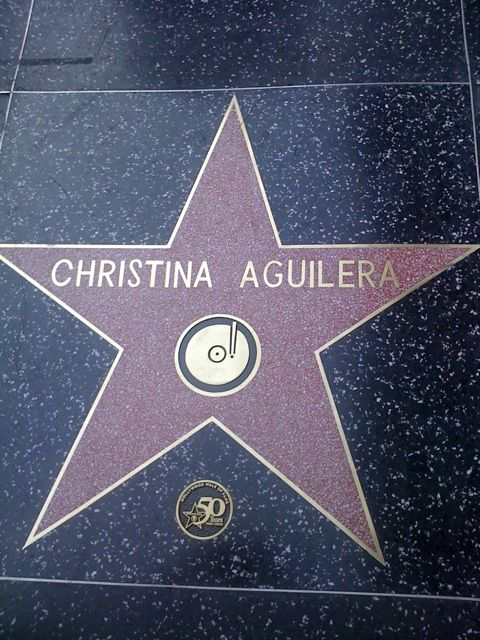
Звезда Кристины Агилеры на Голливудской «Аллее Славы», которую она получила в 2010 году

Кристина Агилера — обладательница множества наград и номинаций; в частности, её работы принесли ей пять статуэток «Грэмми». По состоянию на 2018 год продажи альбомов Кристины Агилеры по всему миру превышают 75 миллионов экземпляров. В СМИ певицу называют поп-принцессой и поп-иконой. В ноябре 2010 года Агилера удостоилась звезды на Голливудской «Аллее Славы». В 2012 году на премии ALMA певице присвоили специальную награду «Голос поколения», а в 2013 году она удостоилась награды «Голос народа» на премии People’s Choice Awards в знак признания её способности производить впечатление на людей в разных жанрах.
Агилера считается одной из лучших вокалисток и самых значимых исполнительниц в музыкальной индустрии. В 2003 году она заняла пятую строчку в рейтинге «Лучших голосов в музыке» по версии телеканала MTV; в 2004 году певица возглавила список лучших поп-вокалистов всех времён по версии журнала COVE, а в 2008 году журнал Rolling Stone поместил Агилеру на 58-е место в рейтинге 100 величайших певиц всех времён, отметив, что «Агилера с самого детства обладала изяществом и силой королевы блюза». В 2013 году журнал Latina назвал её лучшей вокалисткой латиноамериканского происхождения всех времён. Британское издание The Independent и журнал Time поместили Агилеру в свои рейтинги 100 самых влиятельных людей в музыкальной индустрии, а телеканал VH1 назвал певицу одной из величайших женщин эпохи видео.
Откровенные образы Агилеры способствовали широкому обсуждению сексуальности и феминизма. Соосновательница журнала The Vagenda Рианнон Люси Косслетт назвала танцевальные движения Агилеры в клипах «вдохновляющими». Агилера известна также своим влиянием на музыкальные клипы и телевидение; в 2012 году Джон Караманика из The New York Times отметил, что Агилера «запомнится своим обаянием, своей скандальной точкой зрения на женский поп, своим голосом в стиле Бробдингнага», а также «как человек, который почти в одиночку коренным образом изменил музыкальные телеконкурсы». Критик Терри Янг-младший из The Hamptone Institute высказал мнение, что Агилера «переосмыслила образ поп-исполнительницы XXI века», добавив, что после выхода альбома Stripped «такие певицы, как Бритни Спирс и Бейонсе стали чувствовать себя комфортнее, выражая сексуальность, и им больше не пришлось продавать невинность». В октябре 2012 года коллекция одежды и видео Агилеры были выставлены в Национальный музей женского искусства.
Многие исполнители, такие как Ариана Гранде, Селена Гомес, Майли Сайрус, Меган Трейнор, Тинаше, Леди Гага, Сэм Смит, Лорен Хурэги, отмечали влияние Агилеры на своё творчество. Работы певицы также повлияли на некоторых спортсменов, в частности, на американских фигуристов Джонни Вейра, Закари Донохью и Мэдисон Хаббелл и на американскую пловчиху Дану Воллмер. Селин Дион назвала Агилеру одной из «самых талантливых исполнителей, которых когда либо видел и слышал мир».

## Коммерческая деятельность
В 2000 году Агилера стала лицом косметической линии Fetish; она выбирала цвета и упаковку для косметики. В том же году издательство Simon & Schuster выпустило интерактивный CD под названием Christina Aguilera: Follow Your Dreams, в который вошли игры и викторины, а также видео, где Агилера рассказывает о достижении её целей. На протяжении карьеры Агилера поддерживала различные бренды, включая Sears, Levi’s, Skechers, Mercedes-Benz, Versace, Virgin Mobile, Orange UK, Oreo, Sony Ericsson и безалкогольные напитки Coca-Cola и Pepsi в 2001 и 2006 году соответственно. В 2004 году Агилера заработала 200 000 фунтов стерлингов (около 300 000 долларов США) на открытии летней распродажи в лондонском универмаге Harrods и снялась в рекламе компании MAC cosmetics Viva Glam V. После рождения сына в 2008 году, журнал People заплатил певице 1,5 миллиона долларов за фотографии ребёнка, которые стали девятыми самыми дорогими детскими снимками знаменитостей. В 2008 году ювелирный дизайнер и друг Агилеры Стивен Уэбстер выпустил в Неймане Маркусе и Бергдорфе Гудмана коллекцию украшений из стерлингового серебра под названием «Shattered». На рекламных фотографиях Агилера предстала в образе героини фильмов Альфреда Хичкока. Агилера и Уэбстер вновь воссоединились для создания весенней коллекции в 2009 году. В 2011 году Агилера посетила Неделю моды в Сан-Паулу, чтобы представить свою новую линию одежды для бразильского универмага C&A, которая стала доступна в апреле того же года.
В конце 2004 года Агилера выпустила в Европе свой первый парфюм под названием Xpose, который относительно хорошо продавался. В 2007 году при поддержке Procter & Gamble вышел фирменный аромат Агилеры Simply Christina. В период Рождества 2007 года этот парфюм стал одним из самых продаваемых в Великобритании, а в 2009 году занимал четвёртую позицию по продажам. В 2008 году на ежегодном британском фестивале The Fragrance Foundation Simply Christina по итогам голосования был признан любимым ароматом. В сентябре того же года Агилера выпустила третий парфюм, Inspire, вместе с коллекцией средства по уходу за телом. Inspire стал третьим ароматом певицы, выпущенным за пределами Европы. В рамках промокампании Дэвид Лашапель снял рекламный ролик для универмага Macy’s. Выпуск парфюма совпал со 150-летием Macy’s, и Агилера приняла участие в съёмках памятных фото. В октябре 2009 года в свет вышел четвёртый аромат певицы By Night, который в том же году стал третьим самым продаваемым парфюмом в Великобритании. Его ассортимент ежегодно пополняется новыми ароматами.

## Благотворительность
В 2000 году Агилера поддержала программу под названием Come on Over and Do Something, целью которой было помочь детям «влиться в сообщество и сделать мир лучше». Год спустя певица направила письмо правительству Южной Кореи от организации Люди за этичное обращение с животными с просьбой прекратить предполагаемое убийство собак. В декабре 2003 года Агилера пожертвовала 200 000 долларов США в Женский центр и приют Питтсбурга и стала частью кампании Lifetime по предотвращению насилия в отношении женщин. В 2010 году в рамках благотворительного аукциона A Bid to Save the Earth в доме Кристис Агилера продала билеты на один из своих концертов, поддержав такие организации, как Conservation International, Oceana, Natural Resources Defense Council и The Central Park Conservancy.
В 2005 году песня Агилеры «Beautiful» вошла в сборник Love Rocks, выручка от которого пошла на пользу Кампании за права человека. В 2001 году певица приняла участие в записи ремиксового альбома What’s Going On в поддержку программы по борьбе со СПИДом, а в 2004 году она стала лицом компании MAC cosmetics и представителем Фонда MAC по борьбе со СПИДом. Певец Элтон Джон упомянул Агилеру в своей книге 4 Inches, которая пошла на пользу его Фонду по борьбе со СПИДом.

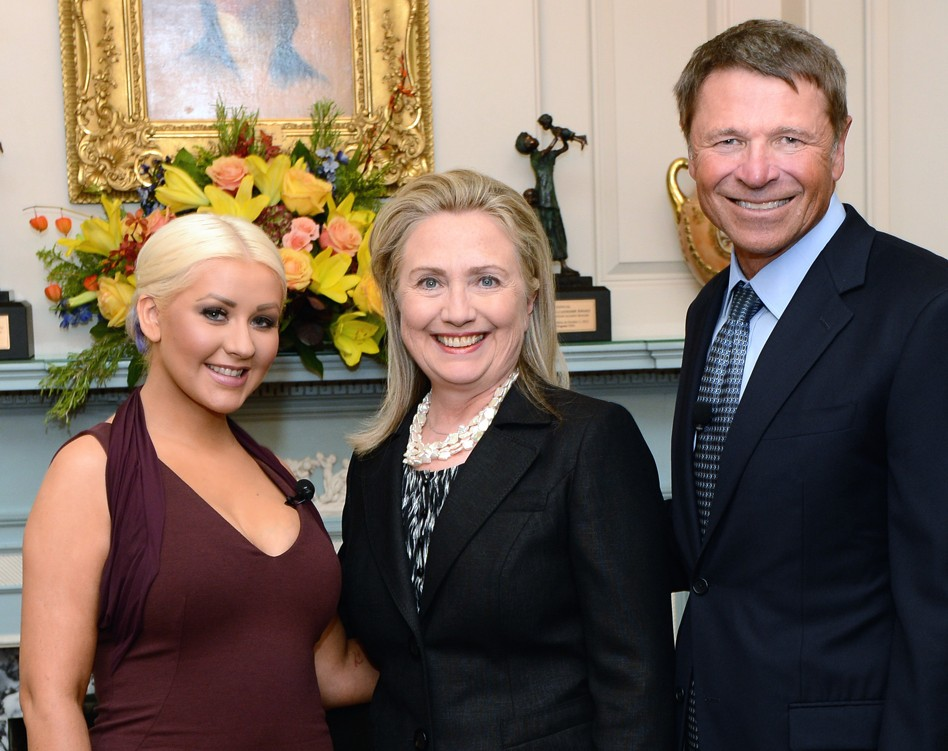
В октябре 2012 года Кристина Агилера (слева) и Дэвид Новак удостоились премии Джорджа Макговерна за помощь ООН в борьбе с голодом по всему миру, а Хиллари Клинтон (в центре) получила особую награду

В 2004 году, в преддверии Президентских выборов в США, Агилера была изображена на рекламных щитах онлайн-регистрации избирателей «Только ты можешь заставить себя замолчать», проводимой беспартийной некоммерческой организацией Declare Yourself. В этой политической рекламе Агилера предстала с зашитым ртом, что означало последствия отказа от голосования. В 2007 году певица стала представителем организации Rock the Vote, поощряя молодёжь голосовать на Президентских выборах в США 2008 года. В 2005 году Агилера пожертвовала свои свадебные подарки американским благотворительным организациям в поддержку жертв Урагана «Катрина», и выступила на концерте «Unite of the Stars» в Йоханнесбурге для Unite Against Hunger, а также для Детского фонда Нельсона Манделы в Coca-Cola Dome.
В 2008 году Агилера выступила на лондонском благотворительном концерте Africa Rising в Альберт-Холле, который привлёк внимание общественности к поиску существенных проблем, стоящих перед Континентом. В том же году певица появилась в турецкой версии шоу Deal or No Deal Var mısın? Yok musun? и пожертвовала вырученные средства благотворительным программам для сирот. В 2009 году Агилера стала мировым представителем благотворительной кампании World Hunger Relief; в рамках Всемирной продовольственной программы она вместе с Джорданом Братманом отправилась в Гватемалу, чтобы привлечь внимание к таким проблемам, как высокий уровень недоедания, и встретилась с местными семьями и нуждающимися в помощи. Агилера помогла собрать 148 миллионов долларов США для ВПП и других учреждений по оказанию помощи голодающим в 45 странах.
После Землетрясения на Гаити в 2010 году, Агилера пожертвовала автомобиль Chrysler 300, который был продан с аукциона для оказания чрезвычайной помощи. В январе того же года певица приняла участие в благотворительном телемарафоне Hope for Haiti; пожертвования непосредственно пошли на пользу таким организациям, как Оксфам, Partners In Health, Международное движение Красного Креста и Красного Полумесяца и ЮНИСЕФ. Вместе с бывшим боксёром Мухаммедом Али Агилера занималась сбором средств для помощи Всемирной продовольственной программе в доставке еды и продовольствия пострадавшим от землетрясения. За сотрудничество с организацией и гуманитарную помощь Агилеру номинировали на премию VH1 Do Something. В 2010 году певицу назначили Постоянным представителем США при ООН по Всемирной продовольственной программе. После урагана «Сэнди» в 2012 году, Агилера исполнила композицию «Beautiful» на открытии благотворительного телемарафона Hurricane Sandy: Coming Together; вырученные средства пошли на пользу организации Американский Красный Крест. В том же году Агилера и Дэвид Новак удостоились премии Джорджа Макговерна за помощь в борьбе с голодом по всему миру. В следующем году Агилера получила награду имени Мухаммеда Али как филантроп года.

## Личная жизнь
В феврале 2005 года Кристина Агилера заключила помолвку со специалистом по маркетингу Джорданом Братманом, с которым встречалась с 2003 года. Пара поженилась 19 ноября 2005 года в поместье в округе Напа (штат Калифорния). 12 января 2008 года певица родила первенца — сына Макса Лайрона Брэтмана. 15 апреля 2011 года Агилера и Братман развелись.
С 2010 года Кристина состоит в фактическом браке с Мэттью Ратлером, с которым она помолвлена с 14 февраля 2014 года. В этих отношениях Агилера родила своего второго ребёнка — дочь Саммер Рэйн Ратлер (род.16.08.2014).
Агилера была близкой подругой актрисы и певицы Бриттани Мёрфи (1977—2009), умершей в декабре 2009 года.

## Дискография
Студийные альбомы
- Christina Aguilera (1999)
- Mi Reflejo (2000)
- My Kind of Christmas (2000)
- Stripped (2002)
- Back to Basics (2006)
- Bionic (2010)
- Lotus (2012)
- Liberation (2018)
- Aguilera (2022)

## Туры и Резиденции

### Туры
- Christina Aguilera in Concert (2000—2001)
- Justified & Stripped Tour (2003) (совместно с Джастином Тимберлейком)
- The Stripped Tour (2003)
- Back to Basics Tour (2006—2007)
- Liberation Tour[англ.] (2018)
- The X Tour (2019)

### Резиденции
- The Xperience[англ.] (2019—2020)

## Фильмография
| Год  |     | Русское название                  | Оригинальное название | Роль          |
| ---- | --- | --------------------------------- | --------------------- | ------------- |
| 2004 | мф  | Подводная братва                  | Shark Tale            | Камео         |
| 2008 | док | The Rolling Stones. Да будет свет | Shine a Light         | Камео         |
| 2010 | ф   | Побег из Вегаса                   | Get Him to the Greek  | Камео         |
| 2010 | ф   | Бурлеск                           | Burlesque             | Али Роуз      |
| 2015 | ф   | Идеальный голос 2                 | Pitch Perfect 2       | Камео         |
| 2017 | мф  | Эмоджи фильм                      | The Emoji Movie       | Акико Глиттер |
| 2018 | ф   | Зои                               | Zoe                   | Джевелс       |
| 2018 | ф   | Душа компании                     | Life of the Party     | Камео         |